# René Gross

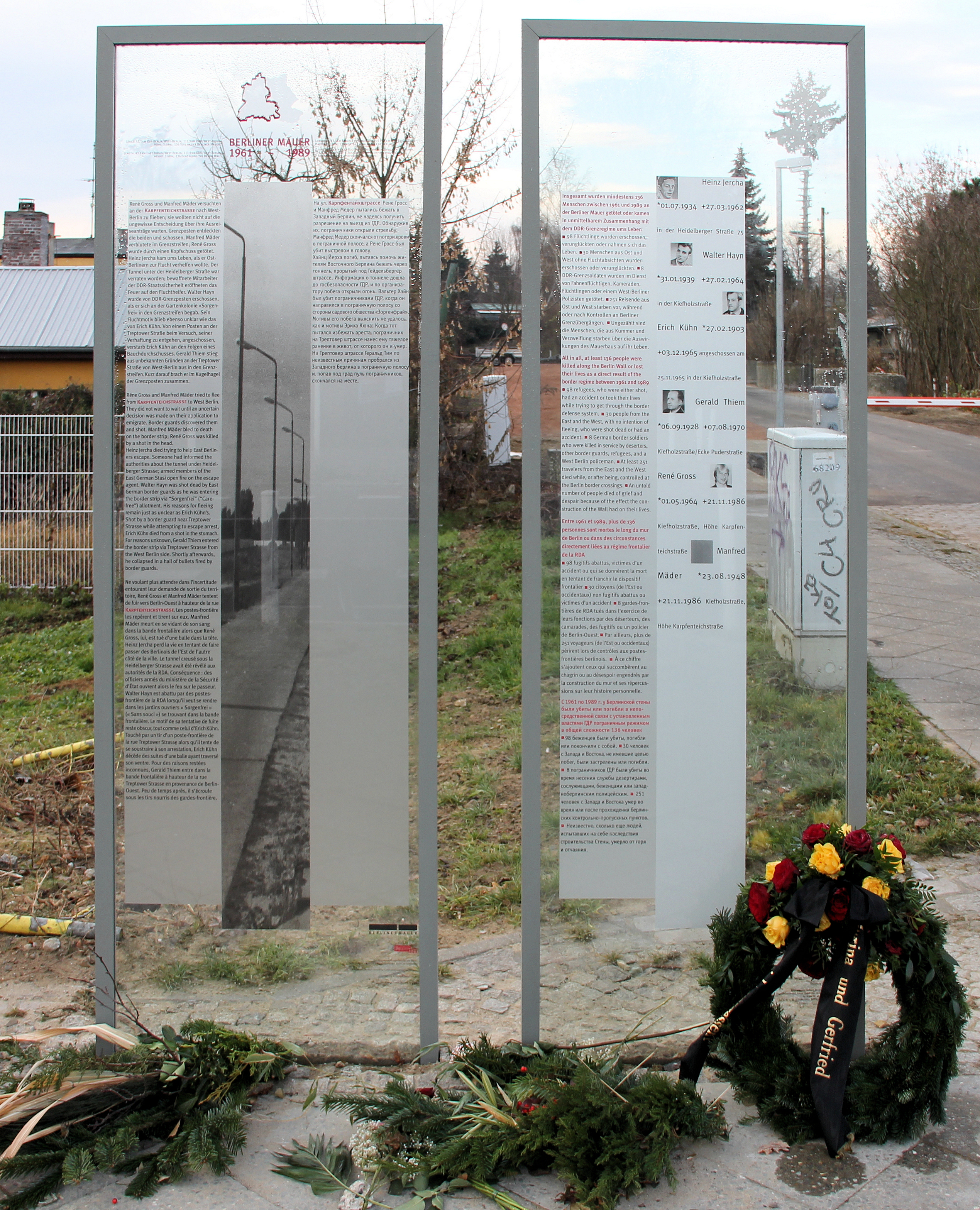
Gedenktafel, Kiefholzstraße 79, in Berlin-Plänterwald

René Gross (* 1. Mai 1964 in Berlin; † 21. November 1986 ebenda) war ein Todesopfer an der Berliner Mauer.
Gross wuchs in der DDR auf und wohnte im Ostteil Berlins. Als er 22 Jahre alt war, beschloss er, zusammen mit Manfred Mäder einen Fluchtversuch zu unternehmen. Gemeinsam fuhren sie am 21. November 1986 in einem Lkw des Typs IFA W50 zur Grenze zwischen Treptow und Neukölln. An der Karpfenteichstraße durchbrachen sie die Hinterlandmauer und den Signalzaun. Angehörige der Grenztruppen der DDR eröffneten das Feuer auf den Lkw, der auf dem Sockel der Grenzmauer 75 parallel zum Mauerverlauf stehen blieb. René Gross wurde durch einen Schuss in den Kopf verletzt und starb unmittelbar. Sein Begleiter wurde am Oberschenkel getroffen und verblutete ebenfalls.
Er war einer der 13 Personen, die bei der Flucht aus der DDR starben und für deren Tod Erich Honecker 1992 vor dem Landgericht Berlin angeklagt wurde. Der Todesschütze wurde 2004 in einem Mauerschützenprozess zu einem Freiheitsstrafe von 10 Monaten auf Bewährung verurteilt.